# Godnatt, mister Tom
Godnatt, mister Tom är en bok av Michelle Magorian. Den utkom 1981 på engelska under titeln "Goodnight Mister Tom" och översattes senare till svenska.

## Handling
Under andra världskriget i England blir barn från London utplacerade på landsbygden. Åttaårige William får flytta in hos Tom, en gammal enstöring. Till en början är William en rädd liten pojke, rädd att bli misshandlad av den nya främmande mannen, såsom Williams egen mor gjorde. Allt Tom ser är en rädd liten pojke, men allt eftersom tiden går utvecklar de båda en underlig, men även stark vänskap. William växer i både kropp och sinne. Han får vänner i form av hund och människa.
En dag skriver Williams mamma och tar honom tillbaka till sig i London, William lovar att skriva till Tom, men när inga brev kommer så bestämmer sig Tom för att åka och leta efter honom.

## Andra verk
Boken har dramatiserats av Ittla Frodi för Sveriges Radios "Sommarlovsteatern", med bland andra Bengt Eklund, Axel Boman, Anita Ekström, Mona Seilitz, Görel Crona, Bert-Åke Varg, Jon Edlund, Niklas Dahl och Annelie Martini i rollerna. Serien sändes första gången 1989, och har gått i repris ett par gånger (bland annat 2004).
En engelsk TV-film gjordes 1998 regisserad av Jack Gold. Denna släpptes på DVD 1999.